# Nils Eriksson (musiker)
Nils Eriksson, född 3 september 1902 i Norrköping, död 12 mars 1978 i Norrköping, var en svensk musikdirektör och tonsättare, under ett fyrtiotal år verksam i Norrköping. Han var elev till Otto Olsson och hans musikaliska bana började som violinist i Norrköpings symfoniorkester, men 1929-1968 verkade han som musikdirektör i Matteus kyrka i Norrköping. Han ledde även förberedande kurser för kantorsexamen. Undervisade som pedagog i orgelspel, pianospel, sång och harmonilära. Flera av hans elever har blivit kända musiker, exempelvis professor Ralph Gustafsson och professor Hans Fagius. Han har varit lärare i komposition för tonsättaren Lars-Åke Franke-Blom.
Till Nils Erikssons främsta kompositioner hör ett orkesterverk betitlat Shanghai som flera gånger uppförts av Norrköpings symfoniorkester och i SR. Han komponerade även orgelmusik, musik för olika soloinstrument, Svensk mässa samt körmusik.

## Verkförteckning (Urval)
- Konsert, fagott med orkester, b-moll. Svensk mediedatabas.
- Shanghai (uvertyr) (1929). Svensk mediedatabas.
- Lyrisk svit (1935).
- Elegisk svit (1947).
- Saxofonkonsert. Svensk mediedatabas.
- Passacaglia över ett kyriemotiv (1974) (för orgel). Svensk mediedatabas.
- Violinkonsert, Svensk mediedatabas.
- Svensk mässa. (1962). Svensk mediedatabas.
- Olika kantater, motetter, hymner.
- Quartetto di legno, Träblåskvartett

## Diskografi (Urval)
- Symfoniorkestern Norrköping. Inspelningar 1938-1986. MAP R 8717. (3 LP). 1987. (Ouvertyr Shanghai samt fagottkonsert). Svensk mediedatabas.
- Henri Marteau : svenska elever och kolleger. Collector's Classics vol. 7:I-IV ; The string players = Stråkmusiker. Caprice CAP 21620. 1999 (4 CD). (Nils Erikssons violinkonsert). Svensk mediedatabas.
- Gustafsson, Ralph, Debut. Proprius 1976. (Nils Eriksson. Passacaglia för orgel f-moll). Svensk mediedatabas.

## Radiosändningar (Urval)
- Eriksson, Nils, Shanghai, uvertyr. Symfoniorkestern Norrköping. Dirigent: Esa-Pekka Salonen. Inspelning från Hedvigs kyrka i Norrköping 23/10 1982.SR. Svensk mediedatabas.
- Eriksson, Nils, Shanghai, uvertyr (1929). Symfoniorkestern Norrköping. Dirigent: Stig Rybrant. SR P2 1985-12-18. Svensk mediedatabas.
- Svensk mässa av Nils Eriksson (1962). Solister: Inger Samuelsson, sopran och Torsten Ruthberg, baryton. Recitation: Bertil Andrae. Hedvigs kyrkokör. Symfoniorkestern Norrköping. Dirigent: Hans Zimmergren. SR P2. 1987-05-16. Sänt 17:05-18:00. Svensk mediedatabas.
- Shanghai-uvertyr, saxofonkonsert och en svensk mässa. Några sidor av norrköpingstonsättaren Nils Eriksson. Ur ett program i SR P2 "Musik i veckan" 1987-05-10 19.30-20.00. Svensk mediedatabas.